# Pternistis
Pternistis Wagler, 1832 è un genere di uccelli galliformi della famiglia dei Fasianidi diffuso in Africa.

## Tassonomia
Il genere comprende le seguenti specie:
- Pternistis squamatus (Cassin, 1857) - francolino squamato
- Pternistis ahantensis (Temminck, 1854) – francolino dell'Ashanti
- Pternistis griseostriatus (Ogilvie-Grant, 1890) - francolino striegrigie
- Pternistis hildebrandti (Cabanis, 1878) – francolino di Hildebrandt
- Pternistis bicalcaratus (Linnaeus, 1766) – francolino armato
- Pternistis icterorhynchus (Heuglin, 1863) – francolino di Heuglin
- Pternistis clappertoni (Children & Vigors, 1826) – francolino di Clapperton
- Pternistis harwoodi (Blundell & Lovat, 1899) – francolino di Harwood
- Pternistis swierstrai (Roberts, 1929) – francolino di Swierstra
- Pternistis camerunensis (Alexander, 1909) – francolino del Camerun
- Pternistis nobilis (Reichenow, 1908) – francolino magnifico
- Pternistis jacksoni (Ogilvie-Grant, 1891) – francolino di Jackson
- Pternistis castaneicollis (Salvadori, 1888) – francolino nucacastana
- Pternistis ochropectus (Dorst & Jouanin, 1952) – francolino di Gibuti
- Pternistis erckelii (Rüppell, 1835) – francolino di Erckel
- Pternistis hartlaubi (Barboza du Bocage, 1869) – francolino di Hartlaub
- Pternistis adspersus (Waterhouse, 1838) – francolino beccorosso
- Pternistis capensis (J.F.Gmelin, 1789) – francolino del Capo
- Pternistis natalensis (A.Smith, 1833) – francolino del Natal
- Pternistis leucoscepus (G.R.Gray, 1867) – francolino collogiallo
- Pternistis rufopictus Reichenow, 1887 – francolino pettogrigio
- Pternistis afer (Statius Müller, 1776) – francolino collorosso
- Pternistis swainsonii (A.Smith, 1836) – francolino di Swainson